# Presque mariés, loin d'être amoureux.
Presque mariés, loin d'être amoureux. (夫婦以上、恋人未満。, Fūfu Ijō, Koibito Miman.) est un seinen manga écrit et dessiné par Yūki Kanamaru. Il est prépublié dans le magazine Young Ace de l'éditeur Kadokawa Shoten depuis le 2 mars 2018.
Une adaptation en anime, produite par Studio Mother (ja), est diffusée entre le 9 octobre et le 25 décembre 2022. En France, elle est diffusée en simulcast sur Crunchyroll.

## Synopsis
Jirô Yakuin, lycéen, est amoureux de son amie d'enfance Shiori Sakurazaka. Alors que leur école met en place un programme de formation pour couples, qui permet aux élèves de développer des compétences sociales en interagissant avec leur partenaire comme s'ils étaient mariés, Jirô espère être avec Shiori. L'aptitude des élèves, en tant que couples, est fortement jugée grâce à un système de points. Finalement, Jirô se retrouve jumelé avec la populaire Akari Watanabe, qui espérait à son tour se retrouver avec son amoureux Minami Tenjin, qui, lui, se retrouve avec Shiori. Malgré leurs différences, Jirô et Akari acceptent d'atteindre suffisamment de points dans le programme pour pouvoir changer de partenaire avec les personnes qu'ils aiment vraiment.

## Personnages
Jirō Yakuin (薬院 次郎, Yakuin Jirō)
Voix japonaise : Seiichiro Yamashita (en), voix française : Maxime Van Santfoort
Akari Watanabe (渡辺 星, Watanabe Akari)
Voix japonaise : Saori Ōnishi (en), voix française : Ludivine Deworst
Shiori Sakurazaka (桜坂 詩織, Sakurazaka Shiori)
Voix japonaise : Saki Miyashita (en), voix française : Julie Dieu
Minami Tenjin (天神 岬波, Tenjin Minami)
Voix japonaise : Toshiki Masuda, voix française : Marc Weiss
Sadaharu Kamo (加茂 貞春, Kamo Sadaharu)
Voix japonaise : Sho Nogami (ja), voix française : Grégory Praet
Sachi Takamiya (高宮 サチ, Takamiya Sachi)
Voix japonaise : Minami Takahashi (en), voix française : Fanny Dreiss
Natsumi Ōhashi (大橋 ナツミ, Ōhashi Natsumi)
Voix japonaise : Azumi Waki (en), voix française : Aaricia Dubois
Shū Terafune (寺船 周, Terafune Shū)
Voix japonaise : Shūichi Uchida (ja), voix française : Quentin Minon
Mei Hamano (浜野 めい, Hamano Mei)
Voix japonaise : Yui Ogura, voix française : Estelle Strypstein

## Manga
Fūfu Ijō, Koibito Miman. (夫婦以上、恋人未満。) est écrit et illustré par Yūki Kanamaru. Le manga est prépublié depuis le 2 mars 2018 via le magazine de prépublication de seinen manga, le Young Ace. Par la suite, les chapitres sont rassemblés et édités dans le format tankōbon par Kadokawa Shoten avec le premier volume publié le 26 octobre 2018. La série compte depuis treize volumes tankōbon.
En juillet 2023, lors de l'Anime Expo, l'éditeur Udon Entertainment (en) annonce l'acquisition de la licence en version anglaise pour une publication dès août 2024,. Le 25 mars 2025, Yūki Kanamaru révèle que le manga est en pause indéterminée afin de préparer la fin de l'histoire.

### Liste des volumes
| no | Japonais          | Japonais                                                                  |
| no | Date de sortie    | ISBN                                                                      |
| --- | ----------------- | ------------------------------------------------------------------------- |
| 1 | 26 octobre 2018   | 978-4-0410-7484-8                                                         |
| Liste des chapitres : Chapitres 1 à 6 |                   |                                                                           |
| 2 | 25 mars 2019      | 978-4-0410-8019-1                                                         |
| Liste des chapitres : Chapitres 7 à 12 |                   |                                                                           |
| 3 | 25 septembre 2019 | 978-4-0410-8590-5                                                         |
| Liste des chapitres : Chapitres 13 à 19 |                   |                                                                           |
| 4 | 3 avril 2020      | 978-4-0410-9101-2                                                         |
| Liste des chapitres : Chapitres 20 à 26 |                   |                                                                           |
| 5 | 4 novembre 2020   | 978-4-0411-0704-1                                                         |
| Liste des chapitres : Chapitres 27 à 32 |                   |                                                                           |
| 6 | 4 juin 2021       | 978-4-0411-1364-6                                                         |
| Liste des chapitres : Chapitres 33 à 38 |                   |                                                                           |
| 7 | 3 décembre 2021   | 978-4-0411-2113-9                                                         |
| Liste des chapitres : Chapitres 39 à 43 |                   |                                                                           |
| 8 | 2 mai 2022        | 978-4-0411-2483-3                                                         |
| Liste des chapitres : Chapitres 44 à 48 |                   |                                                                           |
| 9 | 4 octobre 2022    | 978-4-0411-2962-3                                                         |
| Liste des chapitres : Chapitres 49 à 54 |                   |                                                                           |
| 10 | 2 mai 2023,       | 978-4-0411-3390-3 (édition standard) 978-4-0411-3389-7 (édition spéciale) |
| Au Japon, l'édition spéciale de ce volume contient des illustrations dessinées par Yūki Kanamaru et dédiées à Jirô et Akari.Liste des chapitres : Chapitres 55 à 59 |                   |                                                                           |
| 11 | 4 décembre 2023   | 978-4-0411-4240-0                                                         |
| Liste des chapitres : Chapitres 60 à 65 |                   |                                                                           |
| 12 | 4 juin 2024       | 978-4-0411-4995-9                                                         |
| Liste des chapitres : Chapitres 66 à 71 |                   |                                                                           |
| 13 | 4 mars 2025       | 978-4-0411-5933-0                                                         |
| Liste des chapitres : Chapitres 72 à 78 |                   |                                                                           |

## Anime
Le 22 novembre 2021, Yūki Kanamaru annonce via Twitter une adaptation en anime de son œuvre. Produite par Studio Mother (ja), Takao Kato supervise la réalisation de l'anime, tandis que Naruhisa Arakawa (en) s'occupe du scénario, les chara-designs sont quant à eux confiés à Chizuru Kobayashi, enfin Yuri Habuka compose la bande originale. Le thème du générique de début est True Fool Love par Liyuu (en) et le générique de fin est Stuck on You par Nowlu. L'anime est diffusé au Japon entre le 9 octobre et le 25 décembre 2022 et simultanément sur Crunchyroll à l'international,.
Par la suite, au Japon, les six premiers épisodes sortent en DVD et Blu-ray le 22 février 2023, tandis que les six derniers sortent le 24 mars 2023,. En France, une intégrale sort le 5 décembre 2023 uniquement au format Blu-ray et en VOSTFr.

### Liste des épisodes
| No                      | Titre français                                     | Titre japonais           | Titre japonais                 | Date de 1re diffusion |
| No                      | Titre français                                     | Kanji                    | Rōmaji                         | Date de 1re diffusion |
| ----------------------- | -------------------------------------------------- | ------------------------ | ------------------------------ | --------------------- |
| 1                       | Plus qu'une cohabitation, mais pas un concubinage. | 同居以上、同棲未満。     | Dōkyo ijō, dōsei miman.        | 9 octobre 2022        |
| [Chapitres 1-2]         |                                                    |                          |                                |                       |
| 2                       | Plus qu'un fantasme, mais pas une réalité.         | 妄想以上、現実未満。     | Mōsō ijō, genjitsu miman.      | 16 octobre 2022       |
| [Chapitres 3-4]         |                                                    |                          |                                |                       |
| 3                       | Plus qu'une rupture, mais pas une trêve.           | 破局以上、復縁未満。     | Hakyoku ijō, fukuen miman.     | 23 octobre 2022       |
| [Chapitres 5-6]         |                                                    |                          |                                |                       |
| 4                       | Plus qu'un héros, mais pas un protagoniste.        | 勇者以上、主人公未満。   | Yūsha ijō, shujinkō miman.     | 30 octobre 2022       |
| [Chapitres 7-8]         |                                                    |                          |                                |                       |
| 5                       | Plus qu'un nez en sang, mais pas un smack.         | 鼻血以上、キス未満。     | Hanadji ijō, kisu miman.       | 6 novembre 2022       |
| [Chapitres 9-10]        |                                                    |                          |                                |                       |
| 6                       | Plus qu'un puceau, mais pas une pucelle.           | 童貞以上、処女未満。     | Dōtei ijō, shojo miman.        | 13 novembre 2022      |
| [Chapitres 11-12-13-14] |                                                    |                          |                                |                       |
| 7                       | Plus qu'un feu d'artifice, mais pas un câlin.      | 花火以上、抱擁未満。     | Hanabi ijō, hōyō miman.        | 20 novembre 2022      |
| [Chapitres 14-15-16]    |                                                    |                          |                                |                       |
| 8                       | Plus qu'une prière, mais pas un apaisement.        | 哀願以上、安心未満。     | Aigan ijō, anshin miman.       | 27 novembre 2022      |
| [Chapitres 17-18]       |                                                    |                          |                                |                       |
| 9                       | Plus qu'une amie d'enfance, mais pas favorite.     | 幼なじみ以上、本命未満。 | Osananajimi ijō, honmei miman. | 4 décembre 2022       |
| [Chapitres 19-20-21]    |                                                    |                          |                                |                       |
| 10                      | Plus que « already », mais pas « yet ».            | already以上、yet未満。   | Ōruredi ijō, yetto miman.      | 11 décembre 2022      |
| [Chapitres 21-22-23]    |                                                    |                          |                                |                       |
| 11                      | Plus qu'une confession, mais pas un rejet.         | 告白以上、失恋未満。     | Kokuhaku ijō, shitsuren miman. | 18 décembre 2022      |
| [Chapitres 24-25-26]    |                                                    |                          |                                |                       |
| 12                      | Presque de l'amour.                                | 以上、恋愛未満。         | Ijō, ren'ai miman.             | 25 décembre 2022      |
| [Chapitres 27-28-29]    |                                                    |                          |                                |                       |

## Accueil
En septembre 2022, avant la sortie de l'anime, Yūki Kanamaru annonce que le tirage total de son manga a atteint 800 000 exemplaires. La sortie du dixième volume, en mai 2023, révèle que 100 000 exemplaires supplémentaires ont été imprimés.

### Œuvres
Édition japonaise
Fūfu Ijō, Koibito Miman.
1. 1 2  (ja) « 夫婦以上、恋人未満。 (1) », sur Kadokawa (consulté le 15 octobre 2022).
2. 1 2  (ja) « 夫婦以上、恋人未満。 (2) », sur Kadokawa (consulté le 15 octobre 2022).
3. 1 2  (ja) « 夫婦以上、恋人未満。 (3) », sur Kadokawa (consulté le 15 octobre 2022).
4. 1 2  (ja) « 夫婦以上、恋人未満。 (4) », sur Kadokawa (consulté le 15 octobre 2022).
5. 1 2  (ja) « 夫婦以上、恋人未満。 (5) », sur Kadokawa (consulté le 15 octobre 2022).
6. 1 2  (ja) « 夫婦以上、恋人未満。 (6) », sur Kadokawa (consulté le 15 octobre 2022).
7. 1 2  (ja) « 夫婦以上、恋人未満。 (7) », sur Kadokawa (consulté le 15 octobre 2022).
8. 1 2  (ja) « 夫婦以上、恋人未満。 (8) », sur Kadokawa (consulté le 15 octobre 2022).
9. 1 2  (ja) « 夫婦以上、恋人未満。 (9) », sur Kadokawa (consulté le 15 octobre 2022).
10. 1 2 3  (ja) « 夫婦以上、恋人未満。 (10) », sur Kadokawa (consulté le 3 mai 2023).
11. 1 2 3  (ja) « 夫婦以上、恋人未満。 (10)　トランプ付き特装版 », sur Kadokawa (consulté le 3 mai 2023).
12. 1 2  (ja) « 夫婦以上、恋人未満。 (11) », sur Kadokawa (consulté le 13 octobre 2023).
13. 1 2  (ja) « 夫婦以上、恋人未満。 (12) », sur Kadokawa (consulté le 12 avril 2024).
14. 1 2  (ja) « 夫婦以上、恋人未満。 (13) », sur Kadokawa (consulté le 11 janvier 2025).